# 大田区立山王小学校
大田区立山王小学校（おおたくりつさんのうしょうがっこう）は、東京都大田区山王にある公立小学校。2019年度現在で778名の児童がいる。

## 沿革
関東大震災のあと、被害が少なかった山王地区の人口が増加したため小学校が設置されることになった。校地は井上馨の別荘地を譲り受け、入新井第一尋常小学校から分離する形で1925年に開校、2015年に開校90周年を迎えた。
- 1925年（大正14年）3月31日東京府荏原郡入新井第三尋常小学校として設立認可
- 1925年（大正14年）4月1日 東京府荏原郡入新井第三尋常小学校として発足
- 1932年（昭和7年）10月1日 東京市入新井第三尋常小学校へ校名変更
- 1941年（昭和16年）4月1日 東京市入新井第三国民学校へ校名変更
- 1944年（昭和19年）9月1日 静岡県へ学童疎開
- 1945年（昭和20年） 富山県へ学童疎開
- 1947年（昭和22年）2月17日 火事により校舎を焼失
- 1947年（昭和22年）4月1日 大田区立入新井第三小学校へ校名変更
- 1949年（昭和24年）2月14日 校舎復興
- 1953年（昭和28年）4月1日 大田区立山王小学校へ校名変更・校章制定
- 1955年（昭和30年）6月21日 校歌制定（『山王の学び舎』作詞：長田恒雄・作曲：平井康三郎）
- 1980年（昭和55年）3月12日 南校庭整備
- 1985年（昭和60年）11月30日 開校60周年式典を挙行
- 1988年（昭和63年）7月14日 校舎内装工事完了
- 1990年（平成2年）3月19日 校庭改修工事完了（校庭がゴム張りに改修された）
- 1992年（平成4年）11月30日 図書館、体育館、会議室内装工事完了
- 1994年（平成6年）1月31日 給食室改修工事完了
- 1994年（平成6年）3月28日 プール改修工事完了
- 1995年（平成7年）10月7日 開校70周年記念式典を挙行
- 1998年（平成10年）12月11日 西校舎耐震工事完了
- 2000年（平成12年）12月6日 南校舎耐震改築工事完了
- 2005年（平成17年）8月31日 体育館床改修工事完了
- 2005年（平成17年）11月5日 開校80周年記念式典・祝賀会を挙行
- 2015年（平成27年）11月21日 開校90周年記念式典・祝賀会を挙行
- 2018年（平成30年）4月1日
  - 東京都教育委員会 学校マネジメント強化モデル事業実施校（平成30年、31年）
  - 大田区教育委員会 大田区教育委員会研究推進校（体育）（平成30年、31年）
  - 人権擁護委員会 人権啓発協力校（平成30年）

## 出身者
- 岩村敬 - 元国土交通事務次官
- 片桐はいり - 女優
- 石川香織 - 衆議院議員
- 田中順一郎 - 三井不動産元会長
- 松本方哉 - ジャーナリスト
- 若月純子 - 女優
- 中野ジロー - ライター

## アクセス

### 鉄道
JR京浜東北線 大森駅 北口（山王口）より徒歩4分

### バス
- 東急バス「大森駅」バス停より徒歩5分（井03、井09、森02、森05、品94）
- 東急バス「大森駅（山王口）」バス停より徒歩2分（森07、森91）
- 東急バス「大森山王」バス停より徒歩3分（森06、森08）
- 京急バス「大森駅東口」バス停より徒歩7分（各方面から「大森駅」行き）